# Função (matemática)

Uma função não injetiva e não sobrejetiva do domínio X para o contradomínio Y. A função é não injetora pois há dois elementos do domínio ligados a um mesmo elemento do contradomínio (cor vermelha). A função é não sobrejetiva pois há elementos de Y sem correspondentes em X (cores azul e lilás).

Uma função é uma relação de um conjunto {\textstyle A} com um conjunto {\textstyle B}. Denotamos uma função por {\textstyle f:A\to B,} {\textstyle y=f(x),} onde {\textstyle f} é o nome da função, {\textstyle A} é chamado de domínio, {\textstyle B} é chamado de contradomínio e {\textstyle y=f(x)} expressa a lei de formação (relação) dos elementos, {\textstyle x\in A} com os elementos {\textstyle y\in B.} Considerando o conjunto de pares ordenados {\textstyle (x,y)} de {\textstyle A} x {\textstyle B}, teremos uma relação entre os elementos de {\textstyle A} e de {\textstyle B} ou, simplesmente, relação binária de {\textstyle A} em {\textstyle B}. Para cada elemento do domínio, existirá um único correspondente no contradomínio, esse correspondente é conhecido como imagem. De acordo com suas características, as funções são agrupadas em várias categorias, entre as principais temos: função trigonométrica, função afim (ou função polinomial do 1° grau), função modular, função quadrática (ou função polinomial do 2° grau), função exponencial, função logarítmica, função polinomial, dentre inúmeras outras.

## Conceito
As funções são definidas por relacionar constantes e variáveis para descrever fenômenos naturais e tecnológicos, estudadas em diversas áreas do conhecimento. Deve-se notar que as palavras "função", "mapeamento", "mapa" e "transformação" são geralmente usadas como termos equivalentes. Muitas leis científicas e muitos princípios de Engenharia descrevem função como uma quantidade dependendo de outra. Em  1673, essa ideia foi formaliza por Leibniz, quando cunhou o termo para indicar a dependência de uma quantidade em relação a uma outra. Além disso pode-se ocasionalmente se referir a funções como "funções bem definidas" ou "funções totais". O conceito de uma função é uma generalização da noção comum de fórmula matemática. As funções descrevem relações matemáticas especiais entre dois elementos. Intuitivamente, uma função é uma maneira de associar a cada valor do argumento {\textstyle x} (às vezes denominado variável independente) a um único valor da função {\textstyle f(x)} (também conhecido como variável dependente). Isto pode ser feito através de uma equação, um relacionamento gráfico, diagramas representando os dois conjuntos, uma regra de associação, uma tabela de correspondência, etc... Muitas vezes, é útil associar cada par de elementos relacionados pela função com um ponto em um espaço adequado (por exemplo, no espaço {\textstyle \mathbb {R} ^{2},} geometricamente representado no plano cartesiano). Neste caso, a exigência de unicidade da imagem (valor da função) implica um único ponto para cada entrada {\textstyle x} (valor do argumento).
Assim como a noção intuitiva de funções não se limita a cálculos usando números individuais, a noção matemática de funções não se limita a cálculos e nem mesmo a situações que envolvam números. De forma geral, uma função liga um domínio (conjunto de valores de entrada) com um segundo conjunto, o contradomínio (conjunto de valores de saída), de tal forma que a cada elemento do domínio está associado exatamente um elemento do contradomínio. O conjunto dos elementos {\textstyle y} do contradomínio para os quais existe pelo menos um {\textstyle x} no domínio tal que {\textstyle y=f(x)} (i.e., {\textstyle x} se relaciona com {\textstyle y}), é o conjunto imagem ou chamado simplesmente de imagem da função.

## Definição formal
- Se uma variável {\textstyle y} depende de uma variável {\textstyle x} de tal modo que cada valor de {\textstyle x} determina exatamente um valor de  {\textstyle y}, então dizemos que {\textstyle y} é uma função de {\textstyle x.}[5]
- Uma função {\textstyle f} é uma regra que associa uma única saída a cada entrada. Se a entrada for denotada por {\textstyle x}, então a saída é denotada por {\textstyle f(x)}.[5]
- Sejam dados os conjuntos {\textstyle A,} {\textstyle B,} uma relação {\textstyle f:A\to B} e o conjunto dos pares ordenados {\textstyle \mathbb {P} =\{(a,b)\in A\times B;a~{\mbox{se relaciona com}}~b~{\mbox{por}}~f\}.} Dizemos que {\textstyle f} é uma função se, e somente se, para todos {\textstyle b_{1}\neq b_{2}\in B} com {\textstyle (a_{1},b_{1}),(a_{2},b_{2})\in \mathbb {P} ,} temos {\textstyle a_{1}\neq a_{2}.} Ou, em outras palavras, para todo {\textstyle a\in A} existe no máximo um {\textstyle b\in B} tal que {\textstyle a} se relaciona com {\textstyle b.} [1] Assim sendo, escrevemos {\textstyle b=f(a)} quando {\textstyle a} se relaciona com {\textstyle b} por {\textstyle f.} O conjunto {\textstyle A} é chamado de conjunto de partida e {\textstyle B} é chamado de contradomínio da função {\textstyle f.} Outra maneira de dizer isto é afirmar que {\textstyle f} é uma relação binária entre os dois conjuntos tal que {\textstyle f} é unívoca, i.e. se {\textstyle b=f(a)} e {\textstyle c=f(a),} então {\textstyle b=c.} Algumas vezes, na definição de função, impõe-se que todo o elemento do conjunto {\textstyle A} se relaciona com algum elemento de {\textstyle B.}

### Exemplos
Vejamos as seguintes relações {\textstyle f:X\to Y:}
|  | Esta não é uma função, pois o elemento {\textstyle 3\in X} é associado (se relaciona) com dois elementos {\textstyle Y,} a saber com {\textstyle c,d\in Y.} Esta é, entretanto, um exemplo das chamadas funções multivaloradas.                                  |
|  | Este é um exemplo de uma função dita parcial (função parcial), pois há pelo menos um elemento no conjunto de partida, a saber {\textstyle 1\in X,} que não se relaciona com nenhum elemento do contradomínio (conjunto {\textstyle Y}).                          |
|  | Este é um exemplo de uma função dita discreta (veja, função discreta). Sua lei de correspondência pode ser escrita da seguinte forma: {\displaystyle f(x)=\left\{{\begin{matrix}a,&{\mbox{se }}x=1\\c,&{\mbox{se }}x=2\\d,&{\mbox{se }}x=3.\end{matrix}}\right.} |

## Exemplo de aplicação
Podemos usar uma função para modelar o número de indivíduos em uma população de acordo com o tempo (modelos de crescimento demográfico). Por exemplo, denotando o tempo por {\displaystyle t} e o número de indivíduos em um dado tempo {\textstyle t} por {\textstyle y,} escrevemos {\textstyle N:\mathbb {R} ^{+}\to \mathbb {N} ,} {\textstyle y=N(t).} Assim, temos abstratamente modelado o número de indivíduos (variável dependente) em função do tempo (variável independente). Aqui, o nome da função foi arbitrariamente escolhido como {\textstyle N,} o conjunto de partida é o conjunto dos números reais não negativos (assumindo que o tempo é contínuo e não negativo) e o contradomínio é o conjunto dos números naturais (assumindo que o número de indivíduos é sempre um número inteiro não negativo).

## Elementos de uma função
Da definição, temos que uma função tem um nome, um conjunto de partida, um contradomínio (conjunto de chegada) e uma lei de correspondência. Por exemplo, denotamos {\textstyle f:X\to Y,} {\textstyle y=f(x),} onde {\textstyle f} é o nome da função, {\textstyle X} é seu conjunto de partida, {\textstyle Y} é seu contradomínio e {\textstyle y=f(x)} denota sua lei de correspondência.
Em muitos casos, nem todos os elementos do conjunto de partida se relacionam com algum elemento do contradomínio. Aqueles que se relacionam são elementos do chamado domínio da função. Mais precisamente, o domínio de uma função {\textstyle f:X\to Y,} {\textstyle y=f(x),} é o conjunto:{\displaystyle Dom(f):=\{x\in X;\exists y\in Y~{\mbox{com}}~y=f(x)\}\subset X}Também, geralmente, nem todos os elementos do contradomínio se relacionam com algum elemento do conjunto de partida. Aqueles que se relacionam são elementos da chamada imagem da função. A imagem de uma função {\textstyle f:X\to Y,} {\textstyle y=f(x),} é o conjunto:{\displaystyle Im(f):=\{y\in Y;\exists x\in X~{\mbox{com}}~y=f(x)\}\subset Y}

### Exemplo

Representação em diagrama de Venn da função A imagem de está delineada por uma linha tracejada.

Seja {\textstyle f:C\to CD,} {\textstyle y=x^{2},} onde o conjunto de partida é dada por {\textstyle C=\{-3,-2,-1,0\}} e o contradomínio por {\textstyle CD=\{0,1,2,\dotsc ,9\}.} Pela lei de correspondência, vemos que, neste caso, {\textstyle Dom(f)=C} e {\textstyle Im(f)=\{0,1,4,9\}.} Veja a ilustração.

## Gráfico de uma função

Esboço do gráfico de uma função arbitrária de uma variável com representação do par ordenado

O gráfico de uma função {\textstyle f:X\to Y,} {\textstyle y=f(x),} é o conjunto:{\displaystyle Graf(f):=\{(x,y)\in X\times Y;y=f(x)\}}é o conjunto dos pares ordenados {\textstyle (x,y)} tal que {\textstyle y=f(x).}
Quando possível, usualmente fazemos uma representação geométrica do gráfico da função. Tal representação é usualmente chamada de esboço do gráfico da função (ou, simplesmente gráfico, quando subentendido).
Popularmente, temos os gráficos de funções de uma variável, para as quais seu esboço é dado pelo conjunto de pontos {\textstyle (x,f(x))} no plano cartesiano (veja a ilustração). Neste caso, usualmente as variáveis independentes são chamadas de abcissas e marcadas sobre o eixo horizontal (chamado de eixo das abcissas). As variáveis dependentes são chamadas de ordenadas e marcadas sobre o eixo vertical (chamado de eixo das ordenadas).

## Classificação quanto a imagem
Funções são usualmente classificadas quanto a sua imagem como: funções injetoras, funções sobrejetoras e funções bijetoras.
Seja dada a função {\textstyle f:X\to Y,} {\textstyle y=f(x).} Por definição, {\textstyle f} é injetora (ou injetiva) se, e somente se, para todos {\textstyle x_{1}\neq x_{2}\in Dom(f)} temos {\textstyle f(x_{1})\neq f(x_{2}).} A função {\textstyle f} é dita sobrejetora (ou sobrejetiva) quando {\textstyle Im(f)=Y.} Por fim, uma função injetora e sobrejetora é dita ser bijetora (ou bijetiva). Veja a seguinte tabela.
| Tipo de função             | Característica da função | Conjunto imagem                                                             | Explicação visual | Exemplo | Admite função inversa? É inversível?              |
| -------------------------- | --- | --------------------------------------------------------------------------- | ----------------- | --- | ------------------------------------------------- |
| Injetora ou injetiva       | Cada elemento da imagem está associado a apenas um elemento do domínio, isto é, quando {\displaystyle x} ≠ {\displaystyle y} no domínio tem-se {\displaystyle f(x)} ≠ {\displaystyle f(y)} no contradomínio. | Pode haver elementos do contradomínio que não pertençam à imagem da função. |                   | A função {\displaystyle f:} {\displaystyle N} {\displaystyle \rightarrow } {\displaystyle N} dada por {\displaystyle f(x)=2x}, é injetiva porque números distintos possuem dobros distintos. | Nem sempre, mas sempre admite inversa à esquerda. |
| Sobrejetora ou sobrejetiva | Todos os elementos do contradomínio estão associados a algum elemento do domínio. | O conjunto imagem é igual ao conjunto contradomínio                         |                   | A função {\displaystyle f:\mathbb {R} \to \mathbb {R} ,} {\textstyle f(x)=x}, é sobrejetiva.                                                                                                 | Nem sempre, mas sempre admite inversa à direita.  |
| Bijetora ou bijetiva       | São ao mesmo tempo sobrejetoras e injetoras, isto é, cada elemento do domínio está associado a um único elemento do contradomínio e vice-versa.                                                              | O conjunto imagem é igual ao conjunto contradomínio                         |                   | A função {\textstyle f:\mathbb {N} \to \mathbb {N} ,} {\displaystyle f(x)=x}, é bijetiva. | Sim.                                              |

## Funções implícitas e explicitas
Dizemos que uma função {\textstyle f:X\to Y} é definida de forma explícita (função explícita) quando seus valores {\textstyle y} podem ser expressados pela variável independente {\textstyle x,} i.e., quando temos uma relação da forma {\textstyle y=f(x).} Por outro lado, dizemos que uma tal função é definida de forma implícita (função implícita) quando a relação entre as variáveis dependente e independente é dada como {\textstyle F(x,y)=0,} onde {\textstyle F(x,y)} denota uma expressão envolvendo {\textstyle x} e {\textstyle y.} 

#### Exemplo
Seja {\textstyle G:\mathbb {R} ^{2}\to \mathbb {R} } dada por {\textstyle G(x,y)=xy.} Isto é, a função que toma dois valores reais e os associa ao produto entre eles. Trata-se de uma função explícita. Agora, a equação {\textstyle xy-1=0,} define implicitamente a função {\textstyle f:\mathbb {R^{*}} \to \mathbb {R} } que associa um número real não nulo {\textstyle x} ao seu inverso. Ou seja, tal função {\textstyle f} está, aqui, definida implicitamente por {\textstyle F(x,y):=xy-1=0.} Notamos que neste caso em particular, podemos definir a função {\textstyle f} de forma explícita, escrevendo {\textstyle f(x)={\frac {1}{x}}.}

## Composição de funções
Dadas uma função {\textstyle f:A\to B,} {\textstyle y=f(x)} e uma função {\textstyle g:C\to D,} {\textstyle y=g(x)} com {\textstyle Im(g)\subset Dom(f),} definimos a função composta de {\textstyle f} com {\textstyle g} por {\textstyle (f\circ g):C\to B,} {\textstyle (f\circ g)(x)=f(g(x)).} Analogamente, quando {\textstyle Im(f)\subset Dom(g)} também podemos definir a função composta de {\textstyle g} com {\textstyle f} dada por {\textstyle (g\circ f):A\to D,} {\textstyle (g\circ f)(x)=g(f(x)).} 

#### Exemplo
Considere as seguintes funções {\textstyle f:\mathbb {R} \to \mathbb {R} } e {\textstyle g:\mathbb {R} \to \mathbb {R} } dada por:
{\displaystyle f(x)=2x+3} e {\displaystyle g(x)=x-1.}
Notamos que {\textstyle Im(f)\subset Dom(g)} e, portanto, podemos definir a função composta {\textstyle (g\circ f):\mathbb {R} \to \mathbb {R} }por:
{\displaystyle (g\circ f)(x)=g(f(x))=(2x+3)-1=2x+2.}
Também, como {\textstyle Im(g)\subset Dom(f),} temos a composição {\textstyle (f\circ g):\mathbb {R} \to \mathbb {R} } dada por:
{\displaystyle (f\circ g)(x)=f(g(x))=2(x-1)+3=2x+1.}

## Outras classificações
Funções são classificadas quanto a uma séries de propriedades (características) além das já mencionadas. Alguns desses tipos de funções são listados a seguir.
- Função afim
- Função algébrica
- Função computável
- função côncava
- Função convexa
- Função contínua
- Função diferenciável
- Função holomorfa
- Função ímpar
- Função inteira
- Função integrável
- Função inversa
- Função linear
- Função modular
- Função meromorfa
- Função monótona
- Função par
- Função polinomial
- Função quadrática
- Função racional
- Função transcendental
- Função trigonométrica
- Função vetorial

## História
O conceito matemático de função emergiu no século XVII em conexão com o desenvolvimento do Cálculo. O termo "função" foi introduzido por Gottfried Leibniz em uma de suas cartas, datada de 1673,  na qual ele descreve a declividade de uma curva em um ponto específico. Na antiguidade, embora não se conheça o uso explícito de funções, tal conceito pode ser observado em alguns trabalhos percursores de filósofos e matemáticos medievais, como Oresme.
Matemáticos do século XVII tratavam por funções aquelas definidas por expressões analíticas. Foi durante os desenvolvimentos rigorosos da Análise Matemática por Weierstrass e outros, a reformulação da Geometria em termos da análise e a invenção da Teoria dos Conjuntos por Cantor, que se chegou ao conceito moderno e geral de uma função como um mapeamento unívoco de um conjunto em outro. Não há consenso sobre a quem se deva os créditos da noção moderna de função, sendo cotada os matemáticos Nikolai Lobachevsky, Peter Gustav Lejeune Dirichlet e Dedekind.